# Стенковий Максим Вікторович
Максим Вікторович Стенковий (нар. 16 серпня 1982 Нікополь) — український спортсмен, заслужений майстер спорту України зі спортивного скелелазіння, дворазовий чемпіон світу, дворазовий чемпіон Європи, володар Кубку світу, переможець Всесвітніх екстремальних ігор.

## Життєпис
У 1989—1999 роках навчався в нікопольській середній школі № 24. У 1999 році поступив у Дніпропетровський фізкультурний інститут на тренерський факультет.
В юності захоплювався прогресивною музикою, а саме прогресивним роком.
Має молодшого брата Романа.
Одружений, дружина — Анна Стєнкова, виховує трьох доньок Єву (2010), Неллі (2012) та Міра (2017) р.н.

## Спортивна кар'єра
Тренувався в нікопольському СК «Електрометалург» під керівництвом Пантюхіної Лариси Семеновни (МС СРСР), згодом під керівництвом Наталії Михайловни Кудренко (Заслужений тренер України).
У 1998 році виконав норму майстера спорту України, а в 1999 році отримав звання майстра спорту міжнародного класу.
18-20 травня 2007 року виборов 3 місце в першому міжнародному турнірі Україна — Казахстан, що відбувся в Дніпропетровську.
15 липня 2010 року брав участь у щорічних комерційних змаганнях на швидкість у межах міжнародної виставки у Фрідріхсгафені (Німеччина), зайнявши 4 місце.
Працює тренером у СК «Електрометалург».

## Нагороди
Лазіння на швидкість
- 5-8 вересня 2001 р. — 1 місце Чемпіонату світу (Вінтертур Швейцарія);
- 2-4 листопада 2001 р. — 1 місце Кубку світу (Куала-Лумпур Малайзія);
- 28 травня 2002 р. — 2 місце Кубку світу (Єкатеринбург Росія);
- 10-13 листопада 2002 р. — 1 місце Чемпіонату Європи (Шамоні Франція);
- 12 липня 2003 р. — 1 місце Чемпіонату Світу (Шамоні);
- 2003 р. — срібний призер Чемпіонату України (Київ);
- 2004 р. — срібний призер Чемпіонату Європи (Лекко Італія);
- 2007 р. — 1 місце на Всесвітніх екстремальних іграх (Шанхай КНР)[4];
- 15-18 жовтня 2008 р. — бронзовий призер Чемпіонату Європу (Париж Франція);
- 23 червня 2008 р. — 1 місце на етапі Кубку України (Дніпропетровськ);
- 11 липня 2008 р. — 1 місце на Чемпіонаті України (Севастополь);
- 26-27 вересня 2008 р. — бронзовий призер Кубку світу (Puurs Бельгія);
- 18-19 квітня 2009 р. — срібний призер першого етапу Кубку світу (Тарнів, Польща);
- 18-19 липня 2009 р. — бронзовий призер Всесвітніх ігор (Гаосюн Тайвань)[5]
- 2009 р. — бронзовий призер другого етапу Кубку світу (Тарнів, Польща)[6]